# ولسی جرگه
مجلس نمایندگان مردم یا ولسی جرگه (پشتو: دَ افغانستان ولسی جرګه)، مجلس سفلا از دو مجلس شورای ملی افغانستان، در کنار مشرانو جرگه (مجلس بزرگان) بود.
پیشینهٔ مجلس نمایندگان به دورهٔ نادرخان و به سال ۱۳۱۰ ه‍.ش می‌رسد. از آن زمان تا کودتای داوود خان، نمایندگان مجلس از طرف شاه تعیین می‌شد. پس از کودتای داوود خان تا سرنگونی طالبان در یک دورهٔ کوتاه در زمان نجیب الله مجلس نمایندگان تشکیل شد.

## وظایف مجلس نمایندگان
در فصل پنجم قانون اساسی جمهوری اسلامی افغانستان در خصوص وظایف مجلس نمایندگان موارد زیر آورده شده‌است:
- تشکیل کمیسیون برای موضوعات مورد بحث.[۲]
- تعیین کمیتهٔ خاص برای بررسی و مطالعهٔ اعمال حکومت.[۳]
- تصویب، تعدیل یا لغو قوانین یا فرامین تقنینی.[۴]
- تصویب برنامه‌ای انکشافی اجتماعی، فرهنگی، اقتصادی و تکنولوژیکی.[۴]
- تصویب بودجهٔ دولتی و اجازهٔ اخذ یا اعطای قرضه.[۴]
- ایجاد واحدهای اداری، تعدیل یا الغای آن.[۴]
- تصدیق معاهدات و میثاق‌های بین‌المللی یا فسخ الحاق افغانستان به آن.[۴]
- اتخاذ تصمیم در مورد استیضاح از هر یک از وزرا.[۵]
- اتخاذ تصمیم راجع به برنامه‌های انکشافی و بودجهٔ دولتی.[۵]
- تأیید یا رد مقرری‌ها مطابق به احکام این قانون اساسی.[۵]

## انتخابات مجلس نمایندگان
طبق مادهٔ هشتاد و سوم قانون اساسی جمهوری اسلامی افغانستان، اعضای مجلس نمایندگان توسط آراء مردم و در انتخابات برای یک دورهٔ پنج ساله انتخاب می‌شود. در مادهٔ هشتاد و پنجم قانون اساسی جمهوری اسلامی افغانستان، هر شهروند افغانستان که سن بالای ۲۵ سال داشته باشد و از طرف دادگاه به ارتکاب جرائم ضدبشری و از نظر حقوقی محکوم نشده باشد می‌تواند نمایندهٔ مجلس نمایندگان شود.
دوره پانزدهم مجلس نمایندگان افغانستان در سال ۱۳۸۴ و دوره شانزدهم مجلس نمایندگان افغانستان در سال ۱۳۸۹ آغاز به کار کرد که دولت نتوانست انتخابات دورهٔ هفدهم مجلس نمایندگان افغانستان را در وقت معین برگزار کند. در میزان/مهر ۱۳۹۷ خورشیدی انتخابات مجلس افغانستان و دورهٔ هفدهم مجلس افغانستان برگزار شد.

## سهمیه‌بندی کرسی‌ها
در مادهٔ هشتاد و سوم قانون اساسی جمهوری اسلامی افغانستان آمده بود که در قانون انتخابات باید تدابیری اتخاذ گردد که نظام انتخاباتی، نمایندگی عمومی و عادلانه را برای تمام مردم کشور در نظر بگیرد و به تناسب نفوس هر ولایت نماینده به مجلس راه یابد.

### سهمیهٔ هر ولایت در مجلس نمایندگان
| شماره | ولایت   | تعداد کرسی | شماره | ولایت   | تعداد کرسی | شماره | ولایت  | تعداد کرسی | شماره | ولایت          | تعداد کرسی |
| ----- | ------- | ---------- | ----- | ------- | ---------- | ----- | ------ | ---------- | ----- | -------------- | ---------- |
| ۰۱    | اروزگان | ۳          | ۱۰    | پنجشیر  | ۲          | ۱۹    | غور    | ۶          | ۲۸    | لوگر           | ۴          |
| ۰۲    | بادغیس  | ۴          | ۱۱    | تخار    | ۹          | ۲۰    | فاریاب | ۹          | ۲۹    | میدان وردک     | ۵          |
| ۰۳    | بامیان  | ۴          | ۱۲    | جوزجان  | ۵          | ۲۱    | فراه   | ۵          | ۳۰    | ننگرهار        | ۱۴         |
| ۰۴    | بدخشان  | ۹          | ۱۳    | خوست    | ۵          | ۲۲    | قندهار | ۱۱         | ۳۱    | نورستان        | ۲          |
| ۰۵    | بغلان   | ۸          | ۱۴    | دایکندی | ۴          | ۲۳    | قندوز  | ۹          | ۳۲    | نیمروز         | ۲          |
| ۰۶    | بلخ     | ۱۱         | ۱۵    | زابل    | ۳          | ۲۴    | کابل   | ۳۳         | ۳۳    | هرات           | ۱۷         |
| ۰۷    | پروان   | ۶          | ۱۶    | سرپل    | ۵          | ۲۵    | کاپیسا | ۴          | ۳۴    | هلمند          | ۸          |
| ۰۸    | پکتیا   | ۵          | ۱۷    | سمنگان  | ۴          | ۲۶    | کنر    | ۴          | ۳۵    | کوچی           | ۱۰         |
| ۰۹    | پکتیکا  | ۴          | ۱۸    | غزنی    | ۱۱         | ۲۷    | لغمان  | ۴          | ۳۶    | سیک‌ها و هندوها | ۱          |

### سهمیهٔ کرسی برای هندوها و سیک‌ها
در پیش‌نویس قانون انتخابات افغانستان در ابتدا برای سیک‌ها و هندوها یک کرسی در نظر گرفته شده بود اما در تعدیل قانون اساسی این سهمیه برداشته شد. حامد کرزی در ۱۲ سنبلهٔ ۱۳۹۲ طی یک فرمان، سهمیهٔ یک کرسی را برای سیکه‌ها و هندوها در نظر گرفت اما مجلس نمایندگان در تاریخ ۲۵ قوس ۱۳۹۲ به آن رأی منفی دادند.

## رؤسا و هیئت اداری

### رئیس، نایب رئیس و منشی
طبق قانون اساسی جمهوری اسلامی افغانستان، نمایندگان مجلس، یک فرد را از میان خود به عنوان رئیس برای یک دورهٔ قانونگذاری انتخاب می‌کنند. رئیس پارلمان بر اساس اصول وظایف داخلی، ۲۲ وظیفه داشت که در مادهٔ سیزدهم اصول وظایف داخلی مجلس به آن اشاره شده‌است.
در نخستین روز افتتاحیهٔ مجلس نمایندگان به ریاست هیئت رئیسهٔ موقت، انتخابات تعیین هیئت رئیسهٔ دائم برگزار می‌شد. برای تعیین رئیس مجلس دوره در روز افتتاحیه افراد نامزد به گونهٔ کتبی درخواست خود را برای نامزد شدن برای سمت رئیس مجلس نمایندگان به هیئت اداری موقت اعلام می‌کردند؛ و پس از اعلان نامزدی افراد هر شخص به مدت ۵ دقیقه سخنرانی می‌کرد. پس از اتمام سخنرانی افراد، رأی‌گیری برگزار شده و رئیس دائمی آن دوره مجلس نمایندگان تعیین می‌شد. پس از تعیین رئیس مجلس دائمی، دو نفر به عنوان نائب اول و نائب دوم و دو نفر دیگر به عنوان منشی و نائب منشی به مدت یک سال با انتخاب اعضای مجلس انتخاب می‌شدند.

### نحوهٔ انتخاب هیئت اداری مجلس نمایندگان
طبق قانون پس از اعلان نتایج نهایی، انتخابات نخستین جلسهٔ مجلس نمایندگان برگزار می‌شد و دارالانشاء مجلس وظیفه داشت تا یک روز پس از اعلان نتایج انتخابات، روز افتتاحیهٔ مجلس را اعلام کند.

#### تعیین هیئت رئیسهٔ سِنی و موقت
یک روز پیش از افتتاح مجلس، دارالانشاء مجلس بر اساس اطلاعات نمایندگان منتخب یکی از مسن‌ترین نمایندهٔ راه یافته به عنوان رئیس هیئت رئیسهٔ موقت و دو شخص از جوانترین نمایندگان راه یافته که کاندید برای هیئت رئیسهٔ دائمی مجلس نباشد به عنوان نایب و منشی برای تشکیل هیئت رئیسهٔ سنی و موقت که وظیفهٔ برگزاری جلسهٔ تعیین هیئت رئیسهٔ دائمی مجلس را بر عهده دارد انتخاب می‌شد.

## کمیسیون‌ها و گروه‌ها
این مجلس دارای ۱۸ کمیسیون بود که هر کدام متشکل از ۹ تا ۲۵ نماینده بودند و هر نماینده می‌توانست درخواست عضویت در هر کمیسیون که در تخصصش هست شرکت کند.
کمیسیون‌های دائمی شامل کمیسیون‌های ۱۸ گانه بودند که بعضی از آن‌ها عبارتند از: کمیسیون روابط بین‌المللی، کمیسیون روابط داخلی، کمیسیون امور دفاع و تمامیت ارضی، کمیسیون امور قضایی، اصلاحات اداری و مبارزه علیه فساد. افزون‌بر آن طبق قانون اساسی و قوانین اصول وظایف داخلی مجلس، مجلس نمایندگان به پیشنهاد یک‌سوم اعضا، کمیسیون مخصوصی جهت بررسی و مطالعهٔ حکومت را می‌توانستند تشکیل دهند.
اعضای نمایندگان مجلس می‌توانستند با توجه به اشتراک نظریات یا عضویت در احزاب سیاسی گروه‌های پارلمانی تشکیل دهند. هر گروه باید حداقل متشکل از ۱۵ عضو می‌شد.

## نمایندگان فوت‌شده
- عبدالجبار قهرمان: نمایندهٔ مردم هلمند که در ۲۵ میزان/مهر ۱۳۹۷ در یک انفجار یک بمب در کارزار انتخاباتی‌اش کشته شد.[۲۳]
- شهناز همتی: نمایندهٔ مردم هرات که در ۱۲ جوزا/خرداد ۱۳۹۲ در یک حادثهٔ رانندگی در ایران درگذشت.[۲۴]
- احمدخان سمنگانی: نمایندهٔ مردم سمنگان که در ۲۴ سرطان/تیر ۱۳۹۱ در یک حملهٔ تروریستی در سمنگان کشته شد.[۲۵]
- عبدالمطلب بیک: نمایندهٔ مردم تخار که در ۱۰ جدی/دی ۱۳۹۰ در یک حملهٔ تروریستی در تخار کشته شد.[۲۵]
- محمد هاشم وطنوال: نمایندهٔ مردم اروزگان در ۲۶ سرطان/تیر ۱۳۹۰ در یک حملهٔ تروریستی در کابل کشته شد.[۲۵]
- امیرداد محمد خان: نمایندهٔ مردم هلمند که در ماه حوت/اسفند ۱۳۸۷ در یک حملهٔ تروریستی کشته شد.[۲۵]
- حبیب‌الله: نمایندهٔ مردم قندهار که در ۱۴ سرطان/تیر ۱۳۸۷ در یک حملهٔ تروریستی در قندهار کشته شد.[۲۵]
- فضل الرحمن څمکنی: نمایندهٔ مردم پکتیا که در ۸ ثور/اردیبهشت ۱۳۸۷ در مراسم تجلیل از پیروزی نیروهای مجاهدین کشته شد.[۲۵]
- محمد اسلام محمدی: نمایندهٔ مردم سمنگان که در ۶ دلو/بهمن ۱۳۸۶ در یک حملهٔ تروریستی کشته شد.[۲۵]
- سید مصطفی کاظمی: نمایندهٔ مردم پروان که در ۱۵ عقرب/آبان ۱۳۸۶ در یک حملهٔ تروریستی در بغلان کشته شد.[۲۵]
- صاحب الرحمن همت: نمایندهٔ مردم کنر که در ۱۵ عقرب/آبان ۱۳۸۶ در یکی حملهٔ تروریستی در بغلان کشته شد.[۲۵]
- صبغت الله ذکی: نمایندهٔ مردم تخار که در ۱۵ عقرب/آبان ۱۳۸۶ در یکی حملهٔ تروریستی در بغلان کشته شد.[۲۵]
- عبدالمتین: نمایندهٔ مردم هلمند که در ۱۵ عقرب/آبان ۱۳۸۶ در یکی حملهٔ تروریستی در بغلان کشته شد.[۲۵]
- عارف ظریف: نمایندهٔ مردم کابل که در ۱۵ عقرب/آبان ۱۳۸۶ در یکی حملهٔ تروریستی در بغلان کشته شد.[۲۵]
- نازکمیر سرافراز: نمایندهٔ مردم قندوز که در ۱۵ عقرب/آبان ۱۳۸۶ در یکی حملهٔ تروریستی در بغلان کشته شد.[۲۵]
- عصمت الله محبت: نمایندهٔ مردم لغمان که در یک حملهٔ تروریستی درگذشت.[۲۵]
- عبیدالله بارکزی: نمایندهٔ مردم ولایت اروزگان که در حملهٔ افراد ناشناس در ۳ حمل/فرودین ۱۳۹۸ به ضرب گلوله در قندهار کشته شد.[۲۶]